# Vlăsinești
Vlăsinești is een Roemeense gemeente in het district Botoșani.
Vlăsinești telt 3353 inwoners.